# Hassie Harrison
Pour les articles homonymes, voir Harrison.
Hassie Harrison, née le 20 mars 1990 à Dallas, dans le Texas aux États-Unis, est une actrice américaine.

## Biographie

### Carrière
Née à Dallas, dans le Texas aux États-Unis, Hassie Harrison s'intéresse très jeune à l'art dramatique, sa mère étant très impliquée dans le théâtre auprès des enfants de Dallas lui donne cette passion pour le métier de comédien. Harrison étudie notamment le cinéma à Copenhague au Danemark, avant de faire son retour aux États-Unis pour s'installer à Los Angeles.
Elle obtient son premier rôle au cinéma en 2015 dans 666 Road, film du collectif Radio Silence, où elle incarne le rôle de Jem.
En 2019 Hassie Harrison rejoint la série Tacoma FD (en), interprétant Lucy McConky, l'un des personnages principaux de la série.
En 2020 Harrison obtient un rôle dans la série Yellowstone, intégrant le casting à partir de la saison 3, et où elle côtoie notamment Kevin Costner, également producteur de la série. Elle y joue le rôle de Laramie, cavalière de barrel racing.

## Vie privée
En avril 2023 elle dévoile publiquement sa relation avec l'auteur-compositeur-interprète Ryan Bingham (en), qui est également acteur. Le couple s'est rencontré sur le tournage de la série Yellowstone.

## Filmographie

### Cinéma
- 2015 : 666 Road du collectif Radio Silence : Jem
- 2015 : Dementia de Mike Testin : Shelby Lockhart
- 2016 : The First Time de Brittany Sarkisian : Andie
- 2017 : Fat Camp de Jennifer Arnold : Stephanie
- 2018 : The Iron Orchard (en) de Ty Roberts : Mazie Wales
- 2018 : A.X.L. de Oliver Daly : Kirsten - Fille de la station-service
- 2020 : Max Reload and the Nether Blasters de Scott Conditt : Liz
- 2022 : Back to lyla de America Young : Lyla
- 2023 : Quasi (en) de Kevin Heffernan : Margot
- 2025 : Dangerous Animals de Sean Byrne : Zephyr

### Télévision
- 2014 : L.A. Rangers : Olivia
- 2014-2015 : Hart of Dixie : Lucy
- 2015 : The Astronaut Wives Club : Cracked Cookie
- 2016 : Chunk & Bean (téléfilm) : Denise Morgan
- 2019-2023 : Tacoma FD (en) : Lucy McConky
- 2020-2023 : Yellowstone : Laramie

### Clips
- 2016 : Gravel to Tempo de Hayley Kiyoko